# مصطفى أبو شاقور

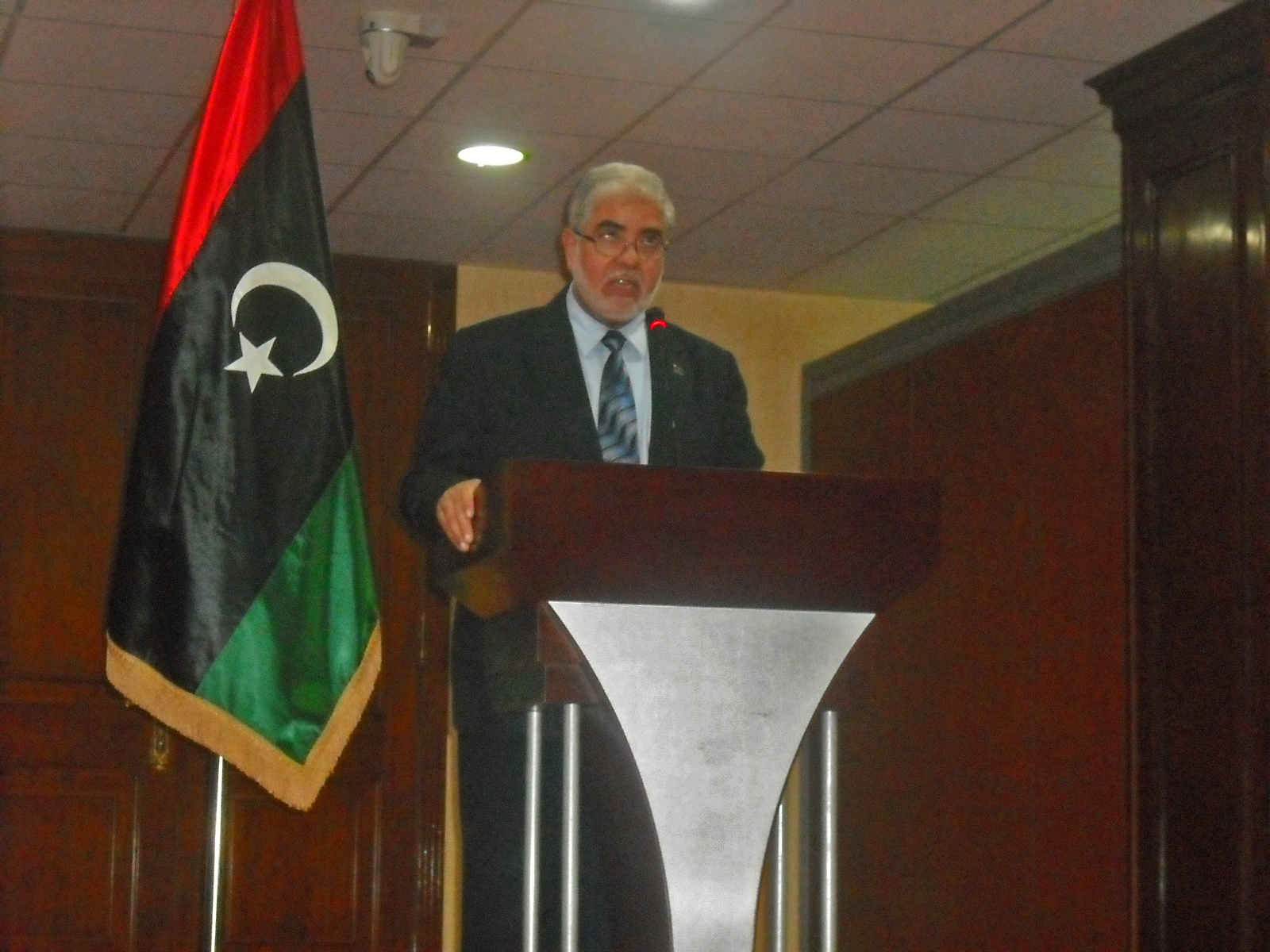
أبو شاقور متحدثا لرفض تطبيق الفدرالية في ليبيا

مصطفى أبو شاقور غيث أبو شاقور (1951) بغريان، أكاديمي وسياسي ليبي. سمّاه عبد الرحيم الكيب يوم 22 نوفمبر 2011 نائباً لرئيس الوزراء في الحكومة الانتقالية التي تتبع المجلس الوطني الانتقالي. وكان حتى ذلك الحين رئيسًا ومؤسسًا لجامعة « معهد روتشستر للتكنولوجيا بدبي » وأستاذًا جامعيًا في مجال الهندسة الكهربائية ورائدًا في مجال الأعمال.

## النشأة والتعليم
ولد أبو شاقور في غريان، حيث بدأ تعليمه، ثم انتقل لسوق الجمعة في المرحلة الابتدائية، وأتمّ تعليمه المدرسي هناك. التحق بجامعة طرابلس وحاز درجة البكالوريوس في هندسة الكهرباء. انتقل لباسادينا بكاليفورنيا ليلتحق بمعهد كاليفورنيا للتكنولوجيا، وهناك حاز درجة الماجستير سنة 1977 والدكتوراه سنة 1984 في ذات المجال.

## العمل الأكاديمي
بدأ حياته الأكاديمية استاذاً مساعداً زائراً في جامعة روتشستر سنة 1984. ثمّ التحق بجامعة ألاباما في هنتسفيل سنة 1985 حيث أصبح استاذاً سنة 1995، وهناك وضع منهج دراسي للهندسة البصرية ليصبح قسمه الأول في الولايات المتحدة في الحصول على اعتماد «لجنة الاعتماد للهندسة والتكنولوجيا» (ABET) في ذلك المجال. رأس لجنة الهندسة في الجامعة الأخيرة وحصل على عديد الجوائز إضافة إلى دعم ورعاية مؤسسات فدرالية عديدة (منها ناسا والمؤسسة العلمية الوطنية ووزارة الدفاع الأمريكية ووكالة الطيران الفدرالية.
وخلال إجازة أكاديمية شارك أبو شاقور في تأسيس شركتين، أولهما «فوتوترونيكس المحدودة» في ماليزيا، ، وهي شركة مكوّنات ألياف بصرية، شارك في تأسيسها عام 1998 بإسهام خاص، ورأس الشركة بين 1998 و2002 بجانب منصب المستشار التقني الرئيس. عاد لمنصبه في جامعة ألاباما في هنتسفيل حيث كان أحد مؤسسي «ليكويدلايت»، وهي شركة مسجلة كمؤسسة تجارية، تعمل في مجال تطوير أدوات تشبيك ضوئي متزامن، وشغل منصب المستشار التقني الرئيس، ونائب رئيس الشركة بين 2000 و2001.
أصبح أبو شاقور مديراً مؤسساً لبرنامج الماجستير في هندسة النظم الكهروميكانيكية الصغرى بمعهد روتشستر للتكنولوجيا عام 2002. وقاد مساعي تأسيس حرم للجامعة بالإمارات من خلال التفاوض مع هيئة واحة دبي للسيليكون الحكومية أوائل 2007، وافتُتح فعلاً أواخر 2008 ليصبح أبو شاقور رئيساً مؤسساً لمعهد روتشستر للتكنولوجيا بدبي.
تدور أبحاثه في مجالات بصريات النانو، والبلازمونيات، والنظم الكهروميكانيكية الصغرى الفوتونية والبصرية، ومعالجة الإشارة المكيفة، وحوسبة البصريات، الاتصالات البصرية، والكبلات البصرية، ومكاشف الألياف البصرية. كما يمتلك براءة اختراع لثلاثة اختراعات، ، ونشر ثمانية وتسعين ورقة بحثية.، إضافة إلى كتاب حول بصريات فورييه. ودُعِيَ لكتابة خمسة أجزاء في كتب أخرى.
ونتيجة لمساهماته الهامة في مجالات البصريات والفوتونيات والبرامج التعليمية الرائدة، حاز زمالة «الجمعية البصرية الأمريكية» (OSA) و«الجمعية الدولية للبصريات والفوتونيات» (SPIE)ـ.
كما حاز على عديد الجوائز أحدها من «لجنة الاختراعات والمساهمات» بناسا عام 2004، وساهم في تحرير عديد الإصدارات الأكاديمية الدورية، وتلقى إجمالي ثلاثة عشر مليون دولار من الدعم البحثي.

## العمل السياسي
أصبح أبو شاقور في السبعينيات معارضاً لنظام معمر القذافي. وخلال عمله بمعهد كاليفورنيا للتكنولوجيا، عمل مع معارضين ليبيين في الولايات المتحدة. وتعرف على العديد من المعارضين بجامعة طرابلس، ومنهم عبد الرحيم الكيب، سنة 1971 - وأصبح خلال ثورة 17 فبراير ثاني رئيس وزراء لليبيا ما بعد القذافي. استمر تواصل أبو شاقور مع الكيب ومعارضين آخرين عندما انتقل إلى كاليفورنيا، حيث انضم كثير منها إلى جامعاتها. ودفعهم هدف الإطاحة بنظام القذافي ليعملوا على إنهائه مدة ثلاثة عقود. زار أبو شاقور ليبيا القذافي لآخر مرة عام 1980 مودعاً أهله قبل أن يبدأ مع زملائه في المعارضة علناً. ساهم في خلق وقيادة عدّة مجموعات معارضة، ومنها الجبهة الوطنية لإنقاذ ليبيا.
ونتيجة أعماله السياسية، وضِع على قائمة المطلوبين لدى القذافي أوائل 1981، فأقام في المهجر مع زملائه مدة 32 سنة.
في مايو 1984، حاولت الجبهة الوطنية لإنقاذ ليبيا الإطاحة بنظام القذافي، وأدى فشل ذلك إلى إعدام الكثير من المعارضين الليبيين الذين قد درسوا في الولايات المتحدة، واعتقال عدد آخر. وبثّت التلفزة الليبية مسائلتهم وإعدامهم - وذكر اسم أبو شاقور عدة مرات خلال هذه المسائلات. وسببت هذه الاعترافات مصاعب كبيرة للسنوات التالية.
في بداية الحرب الليبية 2011، شرع المجلس الوطني الانتقالي في تعيين ممثلين له من مناطق ومدن ليبيا الغربية، من أجل خلق جبهة موحدة ضد نظام القذافي، وسبّبت القبضة الأمنية الشديدة للنظام في الغرب أن يختار المجلس من ليبيين المهجر ليمثلوا العديد من المناطق الغربية، للحفاظ على سلامة معارضين الداخل في تلك المناطق. وانضم أبو شاقور لممثلي الغرب والوسط والجنوب عندما اتجهوا إلى بنغازي ليؤكدوا على مساندتهم للمجلس، فسافر إلى بنغازي لحضور المؤتمر التأسيسي شهر مايو 2011، ليخطو التراب الليبي لأول مرة بعد غربة دامت 32 عاماً. واستمر في العمل مع المجلس الوطني الانتقالي وراء الكواليس، فظهر بانتظام على شاشة قناة الآن وقناة العربية كمحلل سياسي للشأن الليبي.
انتخب المؤتمر الوطني العام الليبي مساء 12/9/2012 مصطفى أبو شاقور، مرشح الجبهة الوطنية المحسوب على التيار الإسلامي، رئيسا جديدا للحكومة بعد منافسة حادة مع رئيس تحالف القوى الوطنية محمود جبريل. وفاز أبو شاقور بفارق صوتين فقط في جولة الإعادة.
وحصل أبو شاقور الذي يشغل منصب نائب رئيس الوزراء في الحكومة الانتقالية التي يرأسها عبد الرحيم الكيب على 96 صوتا مقابل 94 صوتا لجبريل. ويضم المؤتمر الوطني العام 200 عضو بيد أن عددا من النواب يقل عن عشرة لم يشارك في التصويت.